# Víktor Svezhov

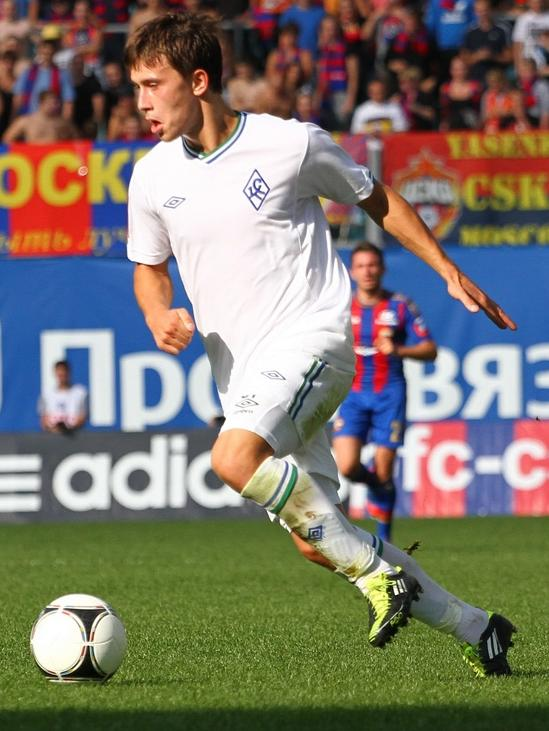
Viktor Svezhov en 2012

Víktor Vladímirovich Svezhov (Krasnogorsk, 1991) es un futbolista ruso que juega de centrocampista. 
Svezhov es un canterano del Dinamo Moscú, con el que ha jugado hasta la fecha ocho partidos en la primera división rusa. 